# Kokoszki (Dobry Las)
Kokoszki – część wsi Dobry Las w Polsce, położona w województwie podlaskim, w powiecie łomżyńskim, w gminie Zbójna.
W latach 1975–1998 Kokoszki należały administracyjnie do województwa łomżyńskiego.